# Ніколаєвка (Саранський міський округ)
Нікола́євка (рос. Николаевка) — селище міського типу у складі Саранського міського округу Мордовії, Росія.

## Населення
Населення — 5058 осіб (2010; 5199 у 2002).